# Энсенада (муниципалитет, Буэнос-Айрес)
Муниципалитет Энсенада  (исп. Partido de Ensenada) — муниципалитет в Аргентине в составе провинции Буэнос-Айрес.
Территория — 101 км². Население — 56729 человек. Плотность населения — 561,39 чел./км².
Административный центр — Энсенада.

## География
Департамент расположен на северо-востоке провинции Буэнос-Айрес.
Департамент граничит:
- на северо-западе — c муниципалитетом Берасатеги
- на северо-востоке — с Атлантическим океаном
- на юго-востоке — с муниципалитетом Бериссо
- на юго-западе — с муниципалитетом Ла-Плата

## Важнейшие населенные пункты[2]
| № | Населённый пункт | Населённый пункт (исп.) | Категория   | Население чел. (2010) | На карте                        |
| - | ---------------- | ----------------------- | ----------- | --------------------- | ------------------------------- |
| 1 | Энсенада         | Ensenada                | агломерация | 56463                 | 34°51′25″ ю. ш. 57°54′29″ з. д. |

#### Агломерация Энсенада
- входит в агломерацию Большой Буэнос-Айрес

| № | Населённый пункт    | Населённый пункт (исп.) | Категория | Население чел. (2001) | На карте                        |
| - | ------------------- | ----------------------- | --------- | --------------------- | ------------------------------- |
| 1 | Энсенада            | Ensenada                | город     | 31031                 | 34°51′25″ ю. ш. 57°54′29″ з. д. |
| 2 | Пунта-Лара          | Punta Lara              | город     | 8410                  | 34°49′12″ ю. ш. 57°58′58″ з. д. |
| 3 | Вилья-Кателья       | Villa Catella           | город     | 5959                  | 34°53′12″ ю. ш. 57°56′55″ з. д. |
| 4 | Дике № 1            | Dique n.º 1             | город     | 5685                  | 34°53′44″ ю. ш. 57°56′00″ з. д. |
| 5 | Исла-Сантьяго-Оэсте | Isla Santiago Oeste     | поселок   | 237                   | 34°50′07″ ю. ш. 57°52′58″ з. д. |